# Geiersthal (Neuhaus am Rennweg)
Geiersthal ist eine Ortschaft im Ortsteil Lichte der Stadt Neuhaus am Rennweg im Landkreis Sonneberg in Thüringen.

## Lage
Geiersthal liegt nördlich von Lichte in einem Tal des Flüsschens Lichte umgeben von bewaldeten Hängen des Thüringer Waldes. Der Ortsteil ist von der Bundesstraße 281 vom Abzweig Wallendorfer Porzellan-Manufaktur auf einer Ortsverbindungsstraße zu erreichen. In dieser Richtung liegt auch die Talsperre Deesbach, eine Vorsperre zur Lichtetalsperre.

## Geschichte
1421 wurde der Ort Geisersthal erstmals urkundlich erwähnt. In diesem Ort ist eine Zeichenschule für die Porzellanmaler eingerichtet. Auch eine Ferienanlage besteht. Bis 1918 gehörte der Ort zur Oberherrschaft des Fürstentums Schwarzburg-Rudolstadt.
Zum 1. Januar 2019 kam Geiersthal im Zuge der Eingemeindung von Lichte zur Stadt Neuhaus am Rennweg und wechselte damit vom Landkreis Saalfeld-Rudolstadt in den Landkreis Sonneberg.

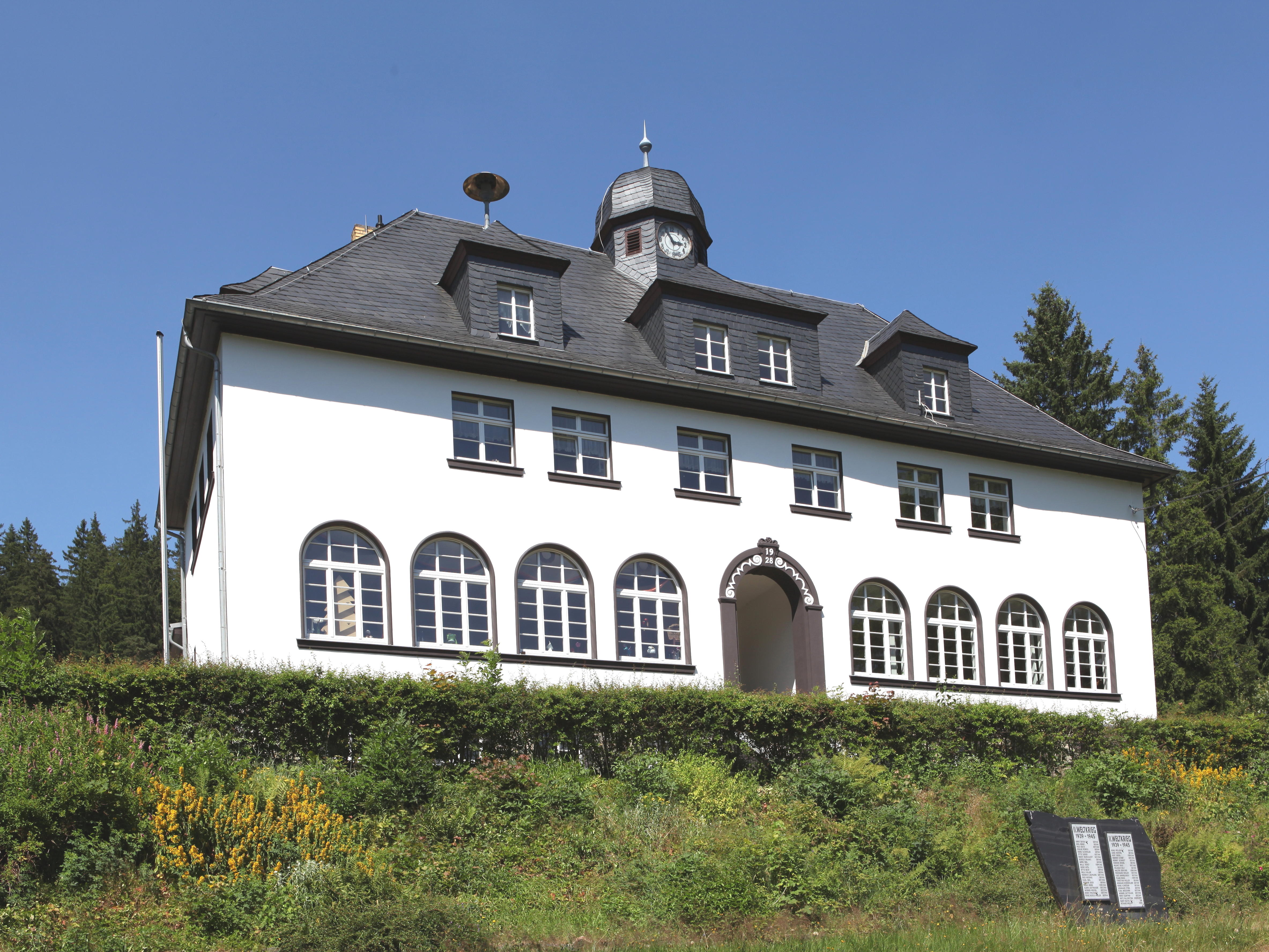
Alte Schule
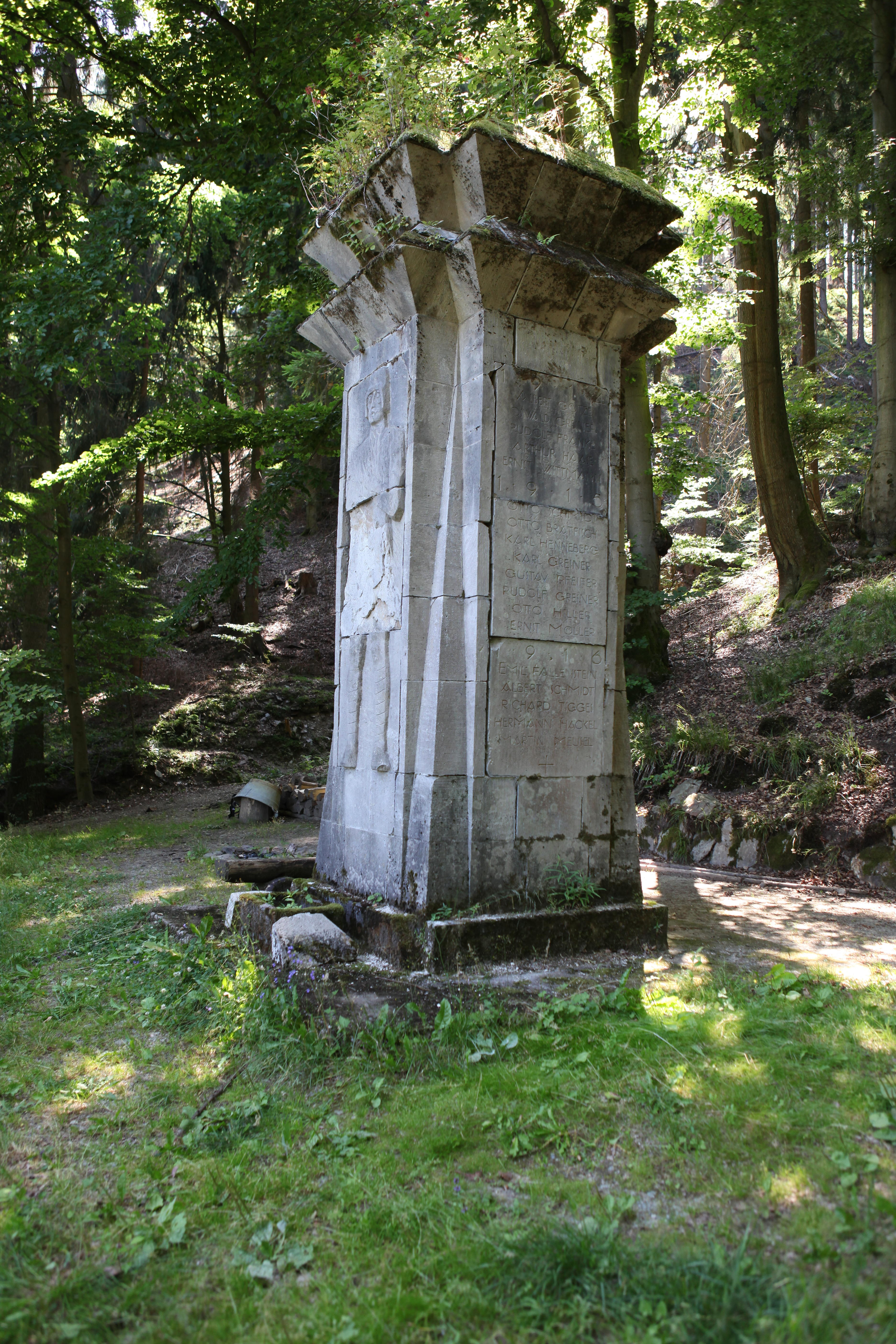
Kriegerdenkmal
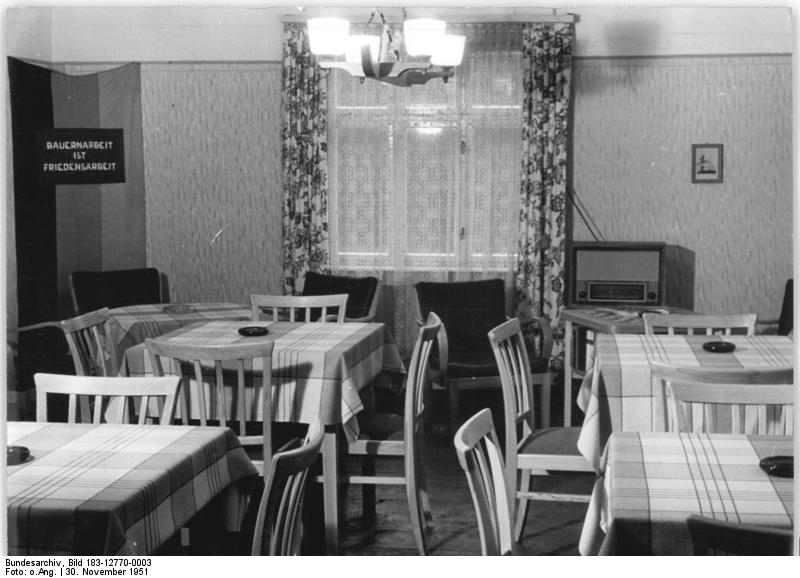
Bauernstube
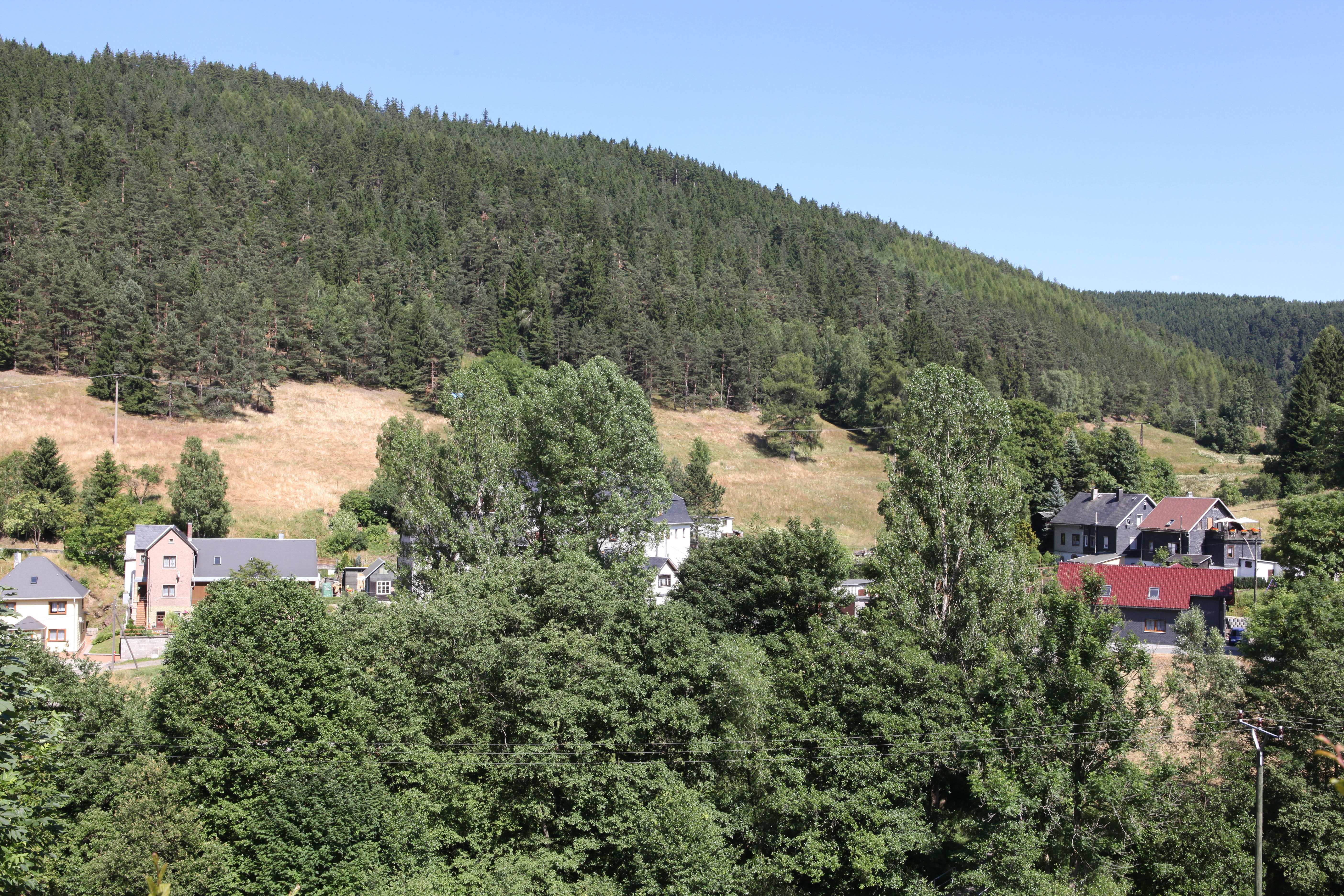
Blick von Geiersthal nach Lamprecht
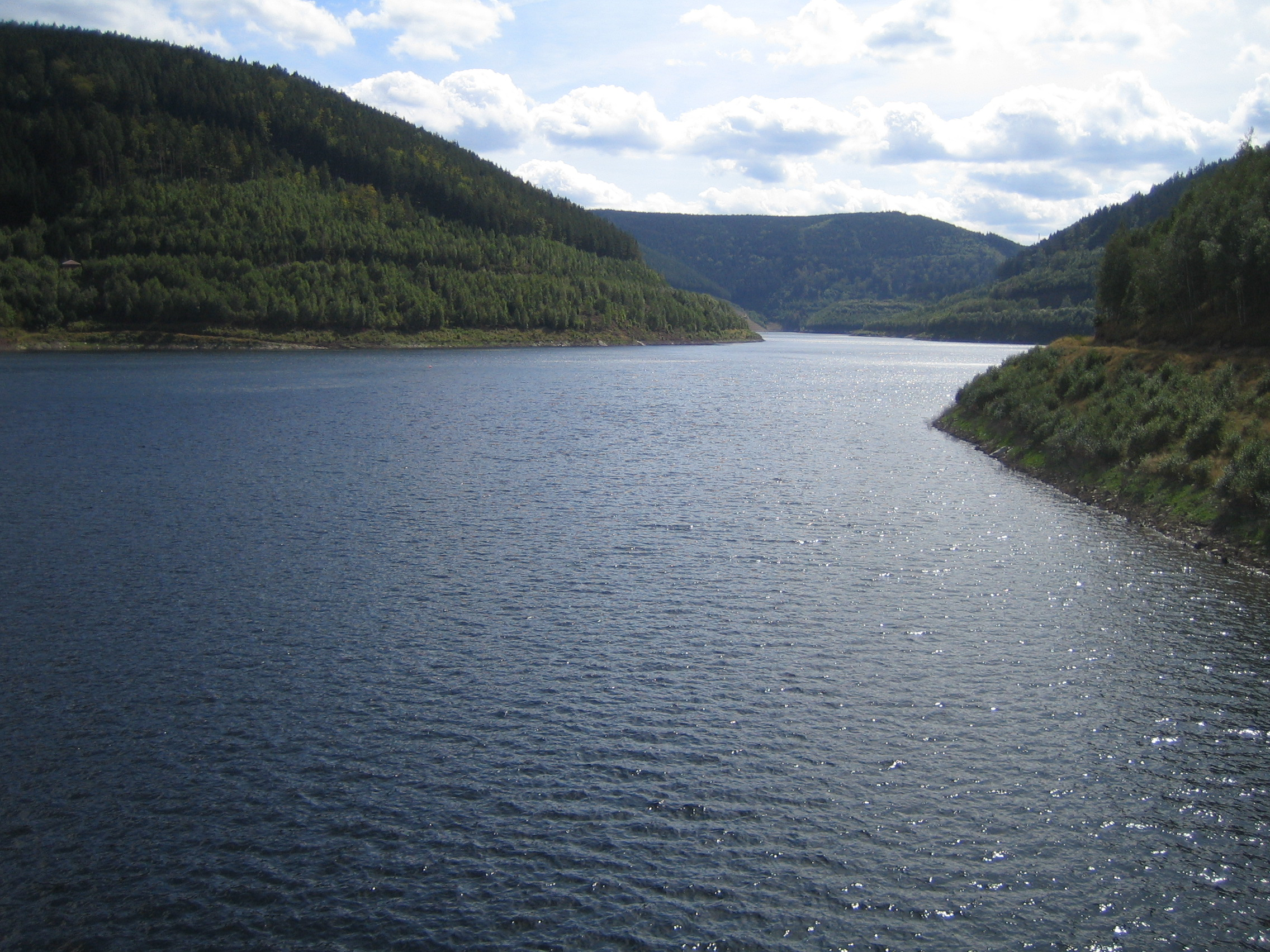
Talsperre Ortsausgang Geiersthal